# Rab (grad)
Rab je grad u zapadnoj Hrvatskoj na otoku Rabu.

## Gradska naselja
Gradu Rabu pripada 7 naselja (stanje 2006.), to su: Banjol, Barbat na Rabu, Kampor, Mundanije, Palit, Rab i Supetarska Draga. Nekoć su pod upravom grada Raba bili i naselje Lopar (od 2006. posebna općina) i Lun, naselje na najsjevernijem dijelu otoka Paga koje je od 1992. pod upravom općine Novalja.

## Stanovništvo
| broj stanovnika | 3589  | 3952  | 4279  | 4525  | 4465  | 5099  | 5099  | 6352  | 7230  | 7757  | 7849  | 8041  | 8496  | 9205  | 9480  | 8065  | 7161  |
|                 | 1857. | 1869. | 1880. | 1890. | 1900. | 1910. | 1921. | 1931. | 1948. | 1953. | 1961. | 1971. | 1981. | 1991. | 2001. | 2011. | 2021. |

| broj stanovnika | 964   | 1359  | 811   | 952   | 986   | 1008  | 1008  | 1076  | 1005  | 1022  | 1041  | 932   | 731   | 592   | 554   | 437   | 364   |
|                 | 1857. | 1869. | 1880. | 1890. | 1900. | 1910. | 1921. | 1931. | 1948. | 1953. | 1961. | 1971. | 1981. | 1991. | 2001. | 2011. | 2021. |

## Povijest
Rab se prvi put spominje u putopisu grčkog geografa Pseudo-Skilaka, koji otoke Rab i Pag spominje pod zajedničkim imenom "Mentorides".
U Ptolomejevim spisima spominje se otok Skardona, a na njemu dva grada: Arba i Kollenton. Od kasnijih grčkih i rimskih putopisaca i geografa, Plinije Stariji u svom djelu "Povijest prirode" (Historia naturalis), spominje Rab pod imenom Arba. 
U kasnijim latinskim ispravama Rab se spominje pod različitim imenima: Arbia, Arbiana, Arbitrana, Arbum i Arbe. Značenje i podrijetlo današnjeg imena Rab, teško je utvrditi. Najvjerojatnije je da je današnje ime otoka i grada Raba nastalo od ilirskoga ili liburnskog imena Arba, u značenju "šumovit" ili "zelen". Ime Rab u pisanim se dokumentima prvi put spominje tek sredinom petnaestoga stoljeća.
Tragovi života na otoku sežu još od starijeg kamenoga doba. Prapovijesna su nalazišta duž cijelog otoka, a najviše je artefakata pronađeno na poluotoku Lopar (nalazi starijega i srednjega kamenog doba, mlađega kamenog doba, bakrenoga i brončanoga doba) dok su nalazišta željeznoga doba na lokalitetima: Kampor, mjesto Rab, Banjol i Barbat.
Najstariji stanovnici otoka Raba za koje povijest zna bili su Iliri ili točnije ilirsko pleme Liburni, koji su u doba prije Krista obitavali na području od rijeke Raše u Istri do rijeke Krke u Dalmaciji, uključivši i otoke navedenog područja.
Slomom Austro-Ugarske Monarhije, krajem Prvoga svjetskog rata 1918. godine formirana je Kraljevina Srba, Hrvata i Slovenaca, koja je 1929. godine nazvana Kraljevina Jugoslavija. Otok Rab nije odmah ušao u sastav novoosnovane kraljevine. Kraljevina Italija je nakon sloma Austro-Ugarske Monarhije, osim još nekih drugih otoka i krajeva, okupirala i otok Rab. Nakon mira u Rapallu, 23. travnja 1921. godine otok Rab ulazi u sastav KSHS, kasnije Kraljevine Jugoslavije.
Oružani napad Sila Osovine na Jugoslaviju 6. travnja 1941. bio je iznenadan, a ona je tada kao institucija nestala slomom njezine vojne sile. Talijanska okupacijska vojska došla je na Rab 17. travnja, a ubrzo zatim ustrojen je poseban oblik okupacijske vlasti - Civilni komesarijat. Rimskim ugovorom 18. svibnja 1941. godine Rab je anektiran fašističkoj Italiji. Sredinom i krajem ljeta 1943. godine utjecaj partizana na otoku stalno jača. Nakon kapitulacije Italije, do tada ilegalni partizanski NOO preuzimaju cjelokupnu upravnu i sudsku vlast na otoku. Jedinice Trećega Reicha zaposjele su Rab u drugoj polovici mjeseca ožujka 1944. godine. Kasnije je otok ustupljen NDH. Partizanska vlast (NOO) ponovno je uspostavljena nakon dolaska partizanskih jedinica i zaposjedanja otoka 12. travnja 1945. godine. Od tada do slobodnih izbora 1990. godine Rab je u sastavu SFRJ, a nakon slobodnih izbora, u sastavu neovisne i slobodne Republike Hrvatske.

## Gospodarstvo
- turizam
- trgovina
- ribarstvo
- poljoprivreda
- obrti

## Poznate osobe
- Mark Antun de Dominis
- Ivan Krstitelj Rabljanin
- Sveti Marin - utemeljitelj republike San Marino
- Marin Bizzi - nadbiskup barski i primas Srbije
- Slobodan Novak - klasik hrvatske književnosti

## Spomenici i znamenitosti
Na malom poluotoku, smještenom između uvale Sv. Eufemija i gradske luke, izrastao je slikoviti i lijepi gradić, koji svojim karakterističnim oblikom, s četiri zvonika, podsjeća na veliki jedrenjak s četiri visoko uzdignuta jarbola. 
Na sjeverozapadnom dijelu Trga Municipium Arbe nalazi se nekadašnji knežev dvor, a sada skupština grada Raba. Od nekadašnjih antičkih građevina nije ostalo gotovo ništa, jer je grad nekoliko puta bio rušen i ponovno građen.
U 12. stoljeću Rab je bio značajan grad i biskupijsko sjedište, pa je, na molbu ondašnjega biskupa, novosagrađenu crkvu posvetio osobno papa Aleksandar III. 1177. godine na povratku iz Zadra u Rim.
Značajne povijesne svjetovne građevine, često pregrađivane i djelomično rušene, unutar zidina su velika palača Dominis, palača Nimira, Knežev dvor, gradska loža, palača Cernotta, kula gradskog sata i palača Marinelis. Sačuvani su mnogi bogato ukrašeni ulazni portali, uklesani grbovi (obitelji Dominis, Hermolais, Galzigna, Benedetti, Šegota itd.) i prozori obogaćeni romaničkim i gotičkim monoforama i biforama. Monumentalna palača najznačajnije rapske plemićke obitelji Dominis seže u 15. st. Ukrašeni ulazni portal s grbom na nadvratniku na sjevernom pročelju ove palače smještene na početku Srednje ulice djelo je Petra Trogiranina. Čeone stranice stubišta ukrašene su tipičnim motivom urezane školjke svetog Jakova. Monumentalni portal nekadašnje palače Nimira spada u mletačku cvjetnu gotiku. Dovratnici, nadvratnik i luk lunete obrubljeni su izmjeničnim zubcima na vanjskoj i tordinanim "konopom" na unutarnjoj strani. Nadvratnik se oslanja na kapitele s uzvitlanim hrastovim lišćem. U luneti dva krilata putta (gola dječaka) nose voćne i biljne festone koji zajedno s hrastovim lišćem zatvaraju svijeni gotički štit s grbom obitelji Nimira pod vojničkom kacigom. Značajna je i luneta baroknog portala s grbom obitelji Benedeti na zaglavnom kamenu u prizemlju Kneževa dvora iz 1622., te biskupski grb iz 17. st. (Malipietro) na kući Dominis u Donjoj ulici. Nabožnim natpisom i lavljim glavama ukrašeno je pročelje ogradnog zida ulaznog dvorišta palače obitelji Galzigna iz 15. st. Glavni ulazni portal u sklop Kneževa dvora na istočnom pročelju ima renesansni balkon i balustradu oslonjenu na tri dvostruke konzole sa stiliziranim lavljim glavama. Renesansna gradska loža sagrađena je kao otvoreni trijem s osam stupova 1509. godine na malenom trgu pred pročeljem Crkve sv. Nikole (prije sv. Duha). 
U sjevernom dijelu nekadašnje palače Cernotta pokraj gradske lože grb je obitelji i natpis na nadvratniku. Vrijedan glavni ulazni portal u rečenu palaču djelo je Andrije Alešija s početka 1440-ih. Monolitni dovratnici oslanjaju se na pravokutne profilirane baze, a na njihovu vrhu nalaze se kapiteli s bogato isklesanim hrastovim lišćem koje se otvara od sredine i spaja na kutovima. O kapitele se oslanjaju nadvratnik i luk lunete sa šiljastim završetkom. Unutarnji rub dovratnika, nadvratnika i luka lunete uokvireni su motivom užeta, a cijeli je portal obrubljen okvirom s motivom tzv. žioke na raboš, a na njegovu se vrhu nalazi veliki cvjetni akroterij. U luneti je obiteljski grb s vojničkom kacigom iz kojega se razvijaju bogato razvedena dva hrastova lista ispunjavajući cijeli donji dio iznad grba i kacige. Pod samim vrhom u visokom reljefu isklesan je lik sv. Pelegrina. Kula gradskog sata iz 18. st. uzdiže se nad nadsvedenim prolazom koji spaja trg pred gradskom ložom s krajem Donje ulice i Kneževim dvorom. U preslici se nalazi vrijedno zvono gotičkog oblika koje je 1351. godine salio majstor Nikola. Na završnom katu vidljivi su tragovi četiriju romaničkih bifora koje su zazidane. Pročelje palače Marinelis sadrži renesansnu balustradu na prvom katu, a na nadvratniku palače je i renesansni grb obitelji. Renesansni portal i grb iz 16. st. krase i južno pročelje palače Galzigna u Gornjoj ulici. Renesansna monofora na kući Vale u istoj ulici Petra Trogiranina jedan je od najvrjednijih primjera ukrašavanja dijelova građevina na prijelazu iz 15. u 16. st. U blizini ostataka kuće Cassio (s dva monumentalna romanička portala) nalazi se dvorište s cisternom i bunarskom krunom.

### Sakralni objekti
Nadžupna crkva Uznesenja Blažene Djevice Marije do 1828. godine bila je Katedrala svete Marije Velike. U pojedinim dijelovima arhitekture prepoznaju se osobitosti ranokršćanskog stilskog razdoblja u kojem je nastala, u 5. stoljeću. Tada je bila trobrodna bazilika s pet pari stupova i lukova s iznutra polukružnom apsidom kao produžetkom svetišta u glavnom brodu. Vanjsko lice apside je poligonalne sedmerostrane osnove. Apsida je bila natkrivena polukalotom, a glavne i bočne lađe prekrivene drvenim krovištem otvorena podgleda. Nalazi se par kapitela i mozaika iz ranokršćanskog razdoblja. Cijeli oltar i ciborij adaptirani su u 16. stoljeću, a početkom 18. stoljeća provedena je barokizacija. Na unutarnjem licu plašta apside prepoznaju se tragovi rupa ležajeva drvenih greda, nosača poda na razini tadašnjega svetišta i produženog kora s drvenim korskim sjedalima iz 1445. godine. Sačuvan je gotovo u potpunosti ciborij nad glavnim oltarom. Pregrađen 1490-ih sačuvao je 3 od 6 stranica košare s polukružnim lukovima koji se oslanjaju o 6 ranokršćanskih (6. st.) kapitela i kolona. Motivi prepleta sa simboličnim zoomorfnim prikazima (jednorog, paunovi itd.) nadnjevaju u 9. stoljeće. U crkvi se čuvaju iduća vrijedna djela. Mramorna ikona Krista Kralja iz 11. st. ukrašavala je protoromaničko pročelje katedrale. Bogorodica s djetetom i klečećim donatorom rad je u temperi na dasci iz druge polovine 14. st., mletačkog slikara Guarienta d'Arpa. Višebojni i pozlaćeni visoki reljef sv. Kristofora rad je drvorezbara Petra de Riboldisa iz prve polovine 15. st. U crkvi su nadgrobne ploče biskupa Ivana Scaffe iz 1456. (rad Andrije Alešija) i Primiceriusa Bizze iz 1497. godine (rad Petra iz Trogira). Krsni zdenac u krstionici djelo je Petra iz Trogira iz 1500., a ograda s grbovima obitelji Zudenigo Andrije Alešija iz 1450-ih. Drveno obojeno raspelo s oltara u južnoj apsidi vrijedan je renesansni rad iz 16. st. Korska sjedala M. Moronzona vrhunski su drvorezbarski rad cvjetne gotike iz 1445. godine. Crkva čuva i umjetničke prikaze arkanđela Gabrijela i Bogorodice, svetih Marina, Kristofora, Lea, Uznesenja Bogorodice (A. Grapinelli, 18. st.) itd. Zvonik visok 60 m podignut je u posljednjim desetljećima 12. st., te je jedan od najvrjednijih na Sredozemlju. Veliko zvono majstora Jakova iz 1601. s reljefnim prikazima Raspeća, Bogorodice s djetetom i sv. Kristofora sada je izloženo u zbirci sakralnih umjetnina u Crkvi svete Justine.
Crkva i samostan sv. Antuna Opata smješteni su na samom vrhu poluotoka, na čelu grada. Istočni i južni zid oslanjaju se o liticu nad morem, pošto je samostanski sklop s dviju strana u sustavu gradskih fortifikacija. Unutarnja površina pravokutne kule kojom su zidine ojačane u 16. st. danas služi kao samostanski vrt. Crkva se spominje u 14. st., a danas je jednostavna jednobrodna bogomolja s gotovo kvadratnim brodom i pravokutnim svetištem presvođenim križnorebrastim svodom iza gotičkoga trijumfalnog luka. Drvena obojena skulptura sv. Antuna Opata na oltaru rad je mletačkih drvorezbara s kraja 15. st. Iznad nadvratnika s ulaznog portala iz 1541. godine je tondo s rustično klesanim reljefom polulika titulara crkve. Uz crkvu je bila kuća bratovštine svečevih štivatelja koju je za svoj boravak unajmila kneginja žirovska Mande Budrišić pobjegavši na otok pred Turcima 1493. godine. Godinu kasnije zasnovala je samostan trećoredkinja sv. Frane, a umrla je 1532. godine. U crkvi se nalazi drveno raspelo iz 1430-ih, oltarna pala u tehnici ulja na platnu na južnom oltaru s prikazom sv. Joakima i Ane (17. st.), slika sv. Filomene (19. st.), slika s vjernim panoramskim prikazom grada nad kojim lebde Gospa i sv. Kristofor (17. st.), slika Kristovog skidanja s križa (17. st.) itd. Pročelje je renesansno, a na zidu iznad ulaza u samostan nalazi se kasnobarokni grb biskupa iz obitelji Spalatin. U ovoj crkvi je sahranjen barski nadbiskup i primas Srbije Marin Bizzi rodom s Raba, a porijeklom iz Arbanije.
Samostan benediktinki sv. Andrije nalazi se oko 50 m zapadnije od katedralnog zvonika, a utemeljen je tijekom 11. st. Prvi put se izrijekom spominje 1208. godine. Bogato ukrašeni kapiteli su iz vremena nastanka crkve. Sačuvan je natpis s imenom svećenika graditelja Madija palegrafskih osobina iz istog vremena. Natpis ugrađen u vanjsko lice južnog zida zvonika u razini prvog kata iz 1181. navodi graditelja arhiđakona Kuzmu u vrijeme biskupa Andrije i opatice Ivane. Gotičko zvono na posljednjem katu zvonika rad je mletačkog ljevača Vendramina iz 1396. godine. U 15. st. nastao je oslikani i pozlaćeni inicijal R s prikazom svetog Andrije s povelje na pergameni. U pregrađenoj sjevernoj apsidi crkve je drveno i obojeno renesansno raspelo. Iz 16. st. je kretsko-mletački rad Oplakivanje Krista u temperi na dasci i kretsko-bizantska ikona Bogorodice s Kristom u naručju koju je u samostan godine 1530. prilikom svog zaređenja donijela rapska plemkinja Luchina de Dominis. Srebrni i pozlaćeni okvir ikone je iz 18. st. Bogato ukrašeni glavni oltar je barokni rad iz 1765. godine. Poliptih Bartolomea Vivarinija iz 1485. sastojao se od u temperi naslikanih brojnih svetačkih likova između kojih se u središtu isticao u punoj plastici vješto modeliran lik Bogorodice s djetetom u krilu. Prodan je u Ameriku krajem 19. st. i čuva se u Galeriji umjetnina (Museum of Fine Arts) u Bostonu.
Crkva svete Justine sagrađena je kao crkva benediktinskog samostana rapskih pučanki 1574. godine u jednostavnim kasnorenesansnim oblicima. Prostrana je građevina pravokutnog tlocrta s neznatno navišenim svetištem na istočnoj i pjevalištem na zapadnoj strani. Crkveni pod je za oko 1.5 m viši od razine Gornje ulice i Trga slobode. Na južnoj strani svetišta je manja sakristija kvadratne osnove. Samostanske zgrade na zapadnoj strani bijahu prislonjene uz lice crkve koja tako nikada nije imala pročelja, ali su uništene gradnjom vile Antoniete početkom 20. st. Glavni oltar vrijedan je drvorezbarski rad s početka 17. st. Oltarnu palu u tehnici ulje na platnu s prikazom sv. Justine i likova vezanih uz Bitku kod Lepanta naslikao je flamanski slikar Baldasare d'Anna. Na vrhu oltara pod Kristovim likom nalazi se grb obitelji Benedeti. Pred samim oltarnim atependijem je nadgrobna ploča donatora oltara i oltarne slike Zuana Battiste Benedetia iz 1644. godine. Na južnom oltaru je slika smrti sv. Josipa. U zbirci umjetnina čuva se kasnobarokno bjelokosno raspelo. Kapitel nad stupom nosačem baroknog pjevališta sa stiliziranim palminim listovima seže u drugu polovinu 11. st., vjerojatno sačuvan od ranokršćanske bazilike sv. Tome. U crkvi se čuva i evanđelistar pisan beneventanskim pismom na pergameni također iz 11. st., a u inicijalu je naslikan lik sv. Petra. Bakrene i pozlaćene pločice s likovima apostola u tehnici dubenog emajla (champelve) izrađene su u sjevernonjemačkim radionicama tijekom druge polovine 12. st. Iz istog stoljeća su i relikvijar u obliku škrinjice za glavu sv. Kristofora od pozlaćenog srebrnog lima na drvenoj osnovi te zlatarski prikaz čuda sa strelicama svečevog martirija i smrti odrubljivanjem glave. Poliptih prenesen iz porušene Crkve sv. Ivana Evanđelista izradio je Paolo Veneziano u drugoj polovini 14. st., a sadrži prikaz raspeća u središtu, lijevo likove sv. Kristofora, sv. Tekle i nepoznatog sveca, te desno likove sv. Stratonicusa, biskupa Ermolausa i sv. Mateja. Iz 15. st. je višebojni pozlaćeni reljef od terakote s prikazom Bogorodice s Kristom u krilu, a iz 16. st. prikaz Mrtvog Krista obojenim drvom te Bogorodice s Kristom u krilu i s anđelima u tehnici tempere na drvu, rad španjolskog slikara Zuana Buscheta. Mletačko barokno zlatarstvo iznjedrilo je u 18. st. pastoral od iskucanog srebrnog lima rapskog biskupa s prikazom sv. Kristofora.
Crkva svetog Križa sagrađena je u 16. i 17. st. na mjestu istoimene crkvice i hospicija iz 13. st. Na vrhu je zvonik na preslicu s dvama zvonima. Crkva je uglavnom izvan funkcije te se u njoj održavaju koncerti Rapskih glazbenih večeri. Strop u svetištu izveli su 1798. braća Giacomo i Clemente Sommazzi, štukateri iz Ticina. Središnja kompozicija prikazuje Boga Oca s golubicom sv. Duha, a u ovalima kutova stropa su gotovo na impresionistički način modelirani prikazi uz Muke Kristove. Giovanni Scajari izradio je donji dio oltarne pale portante s Bogorodicom i Kristom u krilu između svetih Kristofora, Vincenca Fereri, Jeronima, Ante Padovanskog, Alojzija Gonzage i Ivana Evanđelista.
Crkva i samostan svetog Ivana Evanđelista prvi put se spominju potkraj 12. st. Benediktinke ga napuštaju u drugoj polovini 13. st., a rapski biskup i kroničar Grgur Hermolais predaje ga godine 1278. franjevcima. U podjeli ovog reda sredinom 15. st. samostan ostaje u posjedu franjevaca konventualaca, a do tada je bio središtem kvarnerske franjevačke kustorije. Konventualci najzad napuštaju samostan 1783. godine čime se taj red na Rabu gasi. Ukinućem rapske biskupije 1820-ih napuštaju ga i biskupi i od tada propada. Crkveni inventar prenesen je u druge rapske crkve. 1920-ih zapadni dio samostanskih zgrada posve je porušen i na njihovom mjestu rabeći građevinski materijal preostalog dijela samostana i crkve svoj ljetnikovac je izgradio ban Savske banovine Perović. U konzervatorskim radovima od 1991. do 1995. obnovljen je zvonik i sačuvani dijelovi crkve. Nađeni su okrnjeni ranokršćanski mozaici, kapiteli, kameni relikvijari itd. Deambulatorij (ophod oko oltara) iz 11. st. jedini je u Hrvatskoj. Sastoji se od sedam stupova (od kojih je jedan poligonalan i rabljen kao spolij) međusobno spojenih šestorima polukružnim lukovima. Sedam lukova vezuje stupove s unutarnjim licem apside oslanjajući se na plitke i jednostavno koso rezane imposte koji imaju jastučasto zaobljene stranice. Deambulatorij su natkrivali bačvasti svodovi. Iz druge polovine 11. st. je natpis s nadvratnika s imenima majstora Munda i Radavita. Zvonik iz 1181. obnovljen je i služi kao promatračnica za poglede na grad i morsku pučinu.
Crkva svetog Kristofora nekada je bila sjedište bratovštine sveca zaštitnika grada Raba. Obnovljena je krajem 1970-ih i u njoj se danas nalazi gradski lapidarij. Građena je u 15. st., na što upućuje kružni prostor koso rezanih stranica iznad portala u zabatu. Crkva je jednobrodna pravokutne osnove bez posebno istaknuta svetišta, a na pročelju se nalazi jednostavan pravokutni portal s nadvratnikom u čijem je središtu reljefno istaknuti latinski križ. Grb obitelji Nimira s udruženim heraldičnim znakovima papinske obitelji Picolomini ugrađen je u crkvu. Također se čuvaju sarkofag s ranokršćanskim križem i stupić oltarne ograde s predromaničkim ukrasom 9. – 10. st.
Crkva svetog Ante Padovanskog sagrađena je na zapadnoj strani grada 1678. godine. Jednostavna je jednobrodna građevina pravokutnoga tlocrta bez izdvojenog svetišta. Oltarna pala u tehnici ulja na platnu sadrži prikaz Bogorodice s Kristom u krilu, sv. Ante Padovanskog i sv. Franje Asiškog. U lijevom donjem kutu smješten je portret donatora Francesca Brazze, pokopanog u crkvi iste godine kad je sagrađena. Iz 1660-ih je antependij oltara s prikazom Bogorodice s djetetom i cvjetnih motiva u mramornoj višebojnoj i sedefnoj intarziji i inkrustraciji.
Crkva svete Katarine smještena u blizini gradskih bedema na sjevernoj strani gotovo u vrhu poluotoka na kojem je smješten grad nije više u funkciji. U pitanju je jednobrodna pravokutna građevina s velikom polukružnom apsidom na istočnoj strani. Pretpostavlja se da je nastala krajem 12.ili početkom 13. st.
Kapele svetog Ivana (nekad mrtvačnica) i svetog Roka te ostaci crkvice posvećene sv. Vidu nalazile su se između katedrale i pripadajućeg joj zvonika. Glava boga Jupitera koja je bila uklesana nad prozorom kapele sv. Ivana vrijedan je kiparski rad rimske skulpture iz 3. st. Kapela vjerojatno sagrađena u 15. porušena je početkom 20. st., a Jupiterova glava prodana je u Beograd gdje se i danas nalazi u Narodnom muzeju. U 17. st. sezala je kapela sv. Roka na čijem je mjestu danas stambena novogradnja, a inventar je izgubljen. Zacijelo joj je pripadao drveni polikromirani kip sv. Roka baroknih osobina koji se danas čuva u katedrali. Na zapadno lice zvonika oslanjala se nekada kasnoromanička i ranogotička sakralna građevina od koje su sačuvani tragovi zabata i sjeverni zid s fragmentima romaničkog portala i s trima zazidanim ranogotičkim monoforama (crkvica sv. Vida).
Današnja Crkva svetog Nikole spominje se s drugim titularom (sv. Duhom) još u 14. st. i bila je vezana uz gradski fontik koji joj je bio u neposrednoj blizini. Bila je sjedište bratovštine rapskih pomoraca. S južne strane crkvi početkom 16. st. sagrađene su gradske lože na čijem je mjestu do tada bio svojevrsni trg. Tim je trgom s istočne strane dominiralo upravo pročelje ove crkve koja je bila okupljalište gradskih vijećnika. U njoj su se obnašali javni bilježnički poslovi. Građevina je pravokutnoga izduženog tlocrta i danas služi kao izložbeni prostor.
Crkva svetog Frane na groblju nalazi se izvan gradskih zidina, a sagrađena je pored starijeg samostana 1490. godine. Samostan je napušten u 19., a porušen u 20. st. kad se na njegovu mjestu organizira novo gradsko groblje. Crkva je mala redovnička jednobrodna građevina pravokutnoga tlocrta s kvadratnom apsidom. Brod i apsida presvođeni su slomljenim, gotičkim bačvastim svodom. Na zabatu su tri polukružno užlijebljene školjke. Na groblju su grbovi rapskih plemićkih obitelji Hermolais, Nimira, Scaffa, Cernotta, Zudenigo, Dominis, Galzigna, Šegota itd. Značajnije su tri nadgrobne ploče. Jedna je fra Matije Bošnjaka, gvardijana samostana trećoredaca sv. Frane u Komrčaru. Godina smrti 1525. uklesana je u ploču glagoljicom. Petar Trogiranin izradio je 1515. nadgrobnu ploču španjolskog slikara Juana Boscheta. Reljefni prikaz svekolikog onodobnog alata zanatlija krasi nadgrobnu ploču senjskog kalafata Mrganića iz 1558. godine. 

## Obrazovanje
- Osnovna škola
- Gimnazija

## Kultura
- Katedra Čakavskog sabora
- glazbena škola
- klape (Rab, Eufemija, Kristofor, Krijanca, ženske klape Sozal i Anima Arbae)
- Udruga ULIKS
- Udruga rapskih samostreličara.

### Umjetničke galerije
- Galerija "Knežev dvor"
- Galerija "Nimira"
- Galerija "Paradiso"
- Galerija "Ars"

### Umjetnici
- + Bolković-Pik
- Galerija Zubak
- Galerija Kelava
- Studio Ankica Ribarević
- Vedran Bišić
- + Marijan Dragozet
- Anđelo Brna
- Kristina Maškarin
- Ivica Hodak
- Marijana Bravarić
- Zdravko Šimičić
- Vesna Mihelčić- Kurelić
- Marina Krstačić
- Diana Žigo
- Nada Debelić
- Nada Perčinić
- + Miro Ivanović
- Belinda Rožić

### Književnici i pjesnici
Slobodan Novak i Dragutin Tadijanović su dio svoga života proveli u Rabu.
- Ivo Barić
- Krešimir Butković
- Josip Fafanđel
- Željko Peran
- Snježana Perić
- Maja Tomulić Kurelić
- Mirjana Fantauzzo

### Događaji
- Rapske glazbene večeri, koncerti klasične glazbe od lipnja do rujna
- ljetni program izložbi u galeriji Knežev dvor
- Fjera, trodnevna proslava s prikazom srednjovjekovnoga viteškog turnira
- likovne kolonije u listopadu u organizaciji udruge ULIKS

## Sport
- nogomet: NK Rab
- košarka: KK Rab
- rukomet: RK Rab
- rukomet: MRK Arba Rab
- vaterpolo: VK Arba

## Vanjske poveznice
- Službena stranica Grada Raba
- Stranica Turističke zajednice Grada Raba  Arhivirana inačica izvorne stranice od 8. lipnja 2001. (Wayback Machine)
- Virtualne panorame Grada Raba

|  | Portal Hrvatske: pristup člancima s tematikom o Hrvatskoj |